# 英国民族舞踊民謡協会

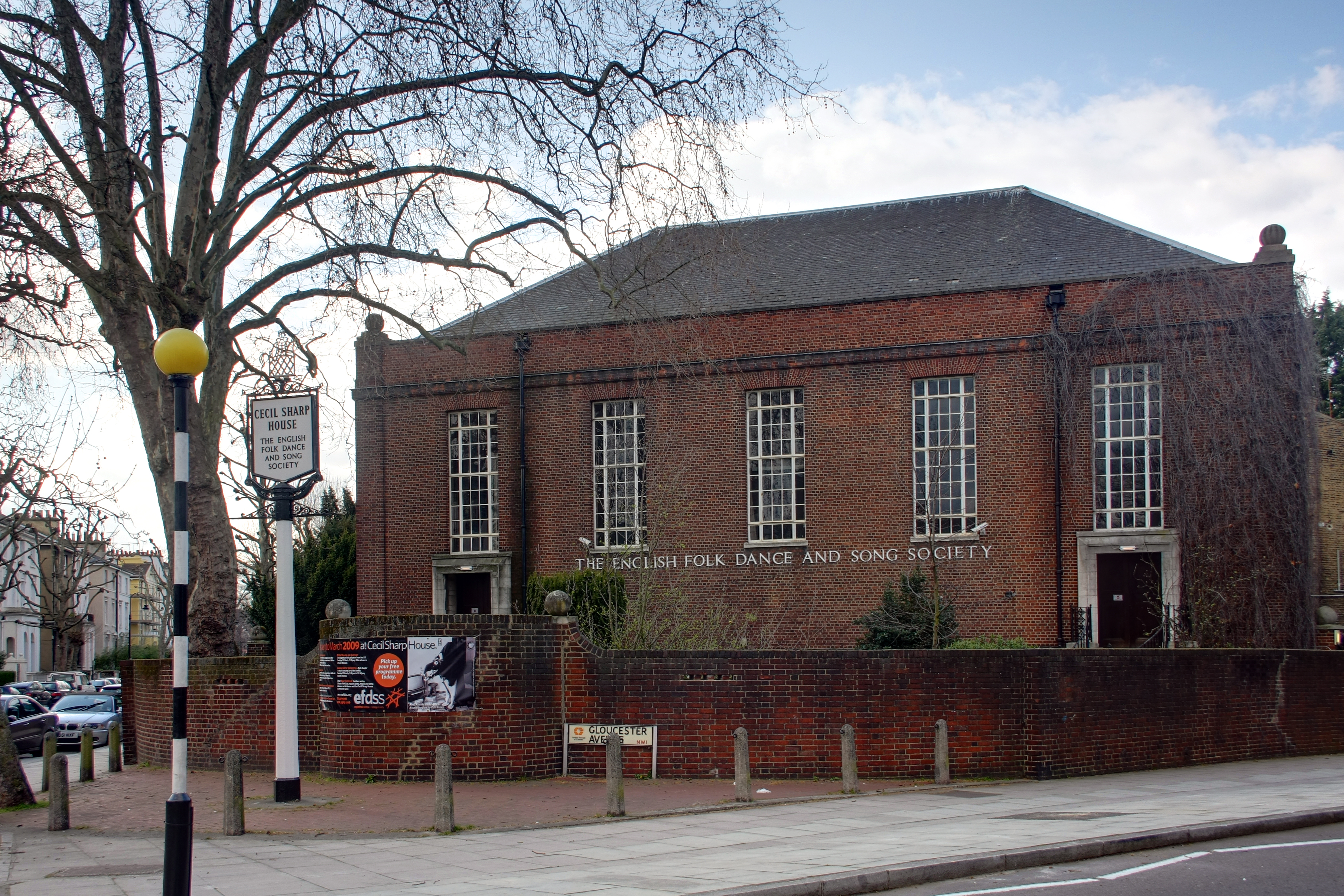
協会の本拠地であるロンドン、リージェンツ・パークのセシル・シャープの家

英国民族舞踊民謡協会（えいこくみんぞくぶようみんようきょうかい、英語: English Folk Dance and Song Society）は、1932年に民謡協会と英国民族舞踊協会が合併してできた団体。1935年に保証人による有限会社となり、イングランドとウェールズで1963年に慈善団体となった。

## 歴史
民謡協会は1898年にロンドンで設立され、特に公式に限定があったわけではないが、主にグレートブリテン島とアイルランドの民謡を収集して出版することに焦点を当てた活動を行っていた。参加者にはルーシー・ブロードウッド、ケイト・リー、セシル・シャープ、レイフ・ヴォーン・ウィリアムズ、ジョージ・バターワース、ジョージ・バーネット・ガーディナー（George Barnet Gardiner）、ヘンリー・ハモンド（Henry Hammond）、アン・ギルクライスト、エラ・レザー（Ella Leather）がいた。
英国民族舞踊協会は1911年にセシル・シャープが設立した団体であった。モード・カープルズが指導的役割を担っていた。団体はモリス・ダンス、剣舞、伝統的な社交ダンス、そしてジョン・プレイフォードが出版した舞踊の解釈などを保存、普及させることを目指して活動していた。
英国民族舞踊民謡協会が行った舞踊と歌謡の民芸運動における最大の功績の一つに、民芸祭が挙げられる。1940年代のストラトフォード・アポン・エイヴォン祭に始まり、それ以降のウィットビー、シドマス、ホルムファース、チッペンハム、その他都市の祭りへと広がっていった。
民芸運動を支える団体の数が多くなり、協会の活動も根付いてきたことから、1998年から協会は教育と記録活動を中心に据えた。ヴォーン・ウィリアムズ記念図書館をイギリスの民謡、民族舞踊の記録施設にすることを目指している。2011年にはシュルーズベリー民芸祭と共にセシル・シャープ・プロジェクトの共同委員に参入した。これは様々なアーティストが参加して、セシル・シャープの生涯と収集品を基に新しい作品を創作するプロジェクトである。多くのアーティストが参加している。

## 出版活動
1936年以降、協会は毎年少なくとも4回「イングランドの歌と踊り English Dance & Song」を出版している。これは英国内で最も歴史の長い民族音楽、舞踊、歌謡に関する雑誌となっている。「イングランドの歌と踊り」は協会の会員のみならず、より多くの民謡や民族舞踊の愛好家の興味を増進することを目的としている。
協会が定期的に刊行している学術誌は、毎年12月発行の「フォーク・ミュージック・ジャーナル Folk Music Journal」である。1965年までは「英国民族舞踊民謡協会誌 Journal of the English Folk Dance and Song Society」と題されていた。この雑誌は内容的に、母体となった2つの団体が世に出していた「Journal of the Folk-Song Society」（1899年-1931年）と「Journal of the English Folk Dance Society」（1914年-1931年）を引き継いでいる。